# 新沙駅 (ソウル特別市)
新沙駅（シンサえき）は、大韓民国ソウル特別市江南区新沙洞にあるソウル交通公社3号線と新ソウル鉄道新盆唐線の駅。3号線の駅番号は337、新盆唐線の駅番号はD04。

## 利用可能な鉄道路線
ソウル交通公社
 3号線 - 駅番号は337
新盆唐線(株)
 新盆唐線 - 駅番号はD04

## 歴史
- 1985年10月18日 - ソウル特別市地下鉄公社3号線（当時）の駅として開業[1]。
- 2005年1月1日 - ソウル特別市地下鉄公社がソウルメトロに改称。
- 2017年5月31日 - ソウルメトロとソウル特別市都市鉄道公社が統合され、ソウル交通公社の駅となる。
- 2022年5月28日 - 新盆唐線の駅が開業。

## 駅構造

### ソウル交通公社
ホーム階は地下2階にあり、相対式ホーム2面2線を有している。保安用にホームドアシステム（フルスクリーンタイプ）を装備する。
改札階は地下1階にある。改札口は東側（狎鴎亭寄り）と西側（蚕院寄り）の2ヶ所あるが、西側の改札口は上下ホーム別々に設置されており、改札内でのホーム間の移動はできない。東側の改札のみホームへの連絡エレベーターが設置されている。化粧室は改札外にある。
出入口は1番から8番の計8ヶ所ある。

#### のりば
案内上ののりば番号は設定されていない。
| ホーム | 路線  | 行先                                 |
| ------ | ----- | ------------------------------------ |
| 上り   | 3号線 | 鍾路3街・旧把撥・大谷・大化方面      |
| 下り   | 3号線 | 高速ターミナル・良才・水西・梧琴方面 |

### 新盆唐線
ホーム階は地下4階にあり、相対式ホーム2面2線を有している。保安用にホームドアシステム（フルスクリーンタイプ）を装備する。

#### のりば
案内上ののりば番号は設定されていない。
| ホーム | 路線     | 行先                       |
| ------ | -------- | -------------------------- |
| 上り   | 新盆唐線 | 降車専用ホーム             |
| 下り   | 新盆唐線 | 江南・板橋・亭子・光教方面 |

## 利用状況
近年の一日平均利用人員推移は下記のとおり。
| 路線  | 路線     | 2000年 | 2001年 | 2002年 | 2003年 | 2004年 | 2005年 | 2006年 | 2007年 | 2008年 | 2009年 | 出典  |
| ----- | -------- | ------ | ------ | ------ | ------ | ------ | ------ | ------ | ------ | ------ | ------ | ----- |
| 3号線 | 乗車人員 | 27,282 | 24,564 | 24,853 | 24,136 | 24,237 | 23,797 | 23,794 | 23,367 | 23,104 | 23,602 | [ 2 ] |
| 3号線 | 降車人員 | 30,568 | 27,976 | 28,433 | 27,602 | 27,404 | 26,552 | 26,498 | 26,173 | 25,752 | 26,514 | [ 2 ] |
| 3号線 | 乗降人員 | 57,849 | 52,540 | 53,286 | 51,739 | 51,641 | 50,349 | 50,292 | 49,540 | 48,855 | 50,116 | [ 2 ] |
| 路線  | 路線     | 2010年 | 2011年 | 2012年 | 2013年 | 2014年 | 2015年 | 2016年 | 2017年 | 2018年 | 2019年 | [ 2 ] |
| 3号線 | 乗車人員 | 25,846 | 28,191 | 30,208 | 31,522 | 32,730 | 31,437 | 31,401 | 30,594 | 32,026 | 33,020 | [ 2 ] |
| 3号線 | 降車人員 | 28,961 | 31,430 | 33,559 | 34,777 | 35,661 | 34,374 | 34,248 | 33,055 | 34,506 | 35,519 | [ 2 ] |
| 3号線 | 乗降人員 | 54,807 | 59,621 | 63,767 | 66,299 | 68,391 | 65,810 | 65,649 | 63,649 | 66,532 | 68,539 | [ 2 ] |

## 駅周辺
- 江南大路
- 国民年金公団（朝鮮語版） 江南支社
- 新沙洞住民センター
- 狎鴎亭地溝帯
- 永東市場
- 鶴洞公園
- 韓国籠球連盟（朝鮮語版）
- 漢南大橋
- 漢新新盤浦アパート
- ロッテシネマ ブロードウェイ館
- 新韓銀行 新沙洞金融センター
- 京釜高速道路 漢南インターチェンジ
- ソウル交通公社7号線 論峴駅

## 隣の駅
ソウル交通公社
 3号線
狎鴎亭駅 (336) - 新沙駅 (337) - 蚕院駅 (338)
新盆唐線
 新盆唐線
新沙駅 (D4) - 論峴駅 (D5)